# Aberavon Rugby Football Club
Le Aberavon Rugby Football Club est un club professionnel gallois de rugby à XV créé en 1876 et basé dans le quartier d'Aberavon, dans la ville portuaire de Port Talbot. Le club évolue en Super Rygbi Cymru (en).
Ses joueurs sont susceptibles d'être recrutés pour évoluer sous le maillot des Ospreys, équipe régionale évoluant dans le United Rugby Championship et  dans les compétitions de l'EPCR.

## Histoire
Le club est fondé en 1876 sous le nom d'Afan et accueille essentiellement des ouvriers métallurgistes. Il joue son premier match le 4 novembre 1878 contre le Bridgend RFC. Par manque de moyens, le club se met en sommeil vers 1885 pour renaître en 1887 sous le nom de Aberavon RFC.
En 1914, Aberavon remporte la dernière édition de la Welsh Challenge Cup en battant Blaina 10 à 0. La Coupe du pays de Galles n'est relancée qu'en 1971.
Pendant les années 1920, Aberavon réalise un exploit jamais égalé : remporter quatre fois de suite le Championnat du pays de Galles (non officiel) entre 1923 et 1927. C'est à cette époque que les joueurs gagnent leur surnom de « sorciers de l'ouest » (wizards of the West). Après la guerre, ils deviennent simplement les sorciers, tandis qu'un personnage à la longue toge et au chapeau pointu brandissant une baguette est ajouté sur le blason du club.
En 1960-1961, le club remporte son seul titre de champion de l'après-guerre. Le club, de taille modeste, souffre aujourd'hui face aux grands noms du rugby gallois.
En 2024, la fédération galloise lance le Super Rygbi Cymru (en), première compétition professionnelle incluant dix équipes. Appliquée pour la saison 2024-2025, Aberavon en fait partie,. 

## Palmarès
- Vainqueur du championnat du pays de Galles (non officiel) (5) : 1924, 1925, 1926, 1927 et 1961.
- Finaliste de la Coupe du pays de Galles (2) : 1974 et 1975.

## Personnalités du club

### Joueurs célèbres
Près d'une cinquantaine de joueurs du club ont un jour porté le maillot de l’équipe du pays de Galles.
- John Bevan

### Entraîneurs
- Garin Jenkins